# Hermann von Schlagintweit

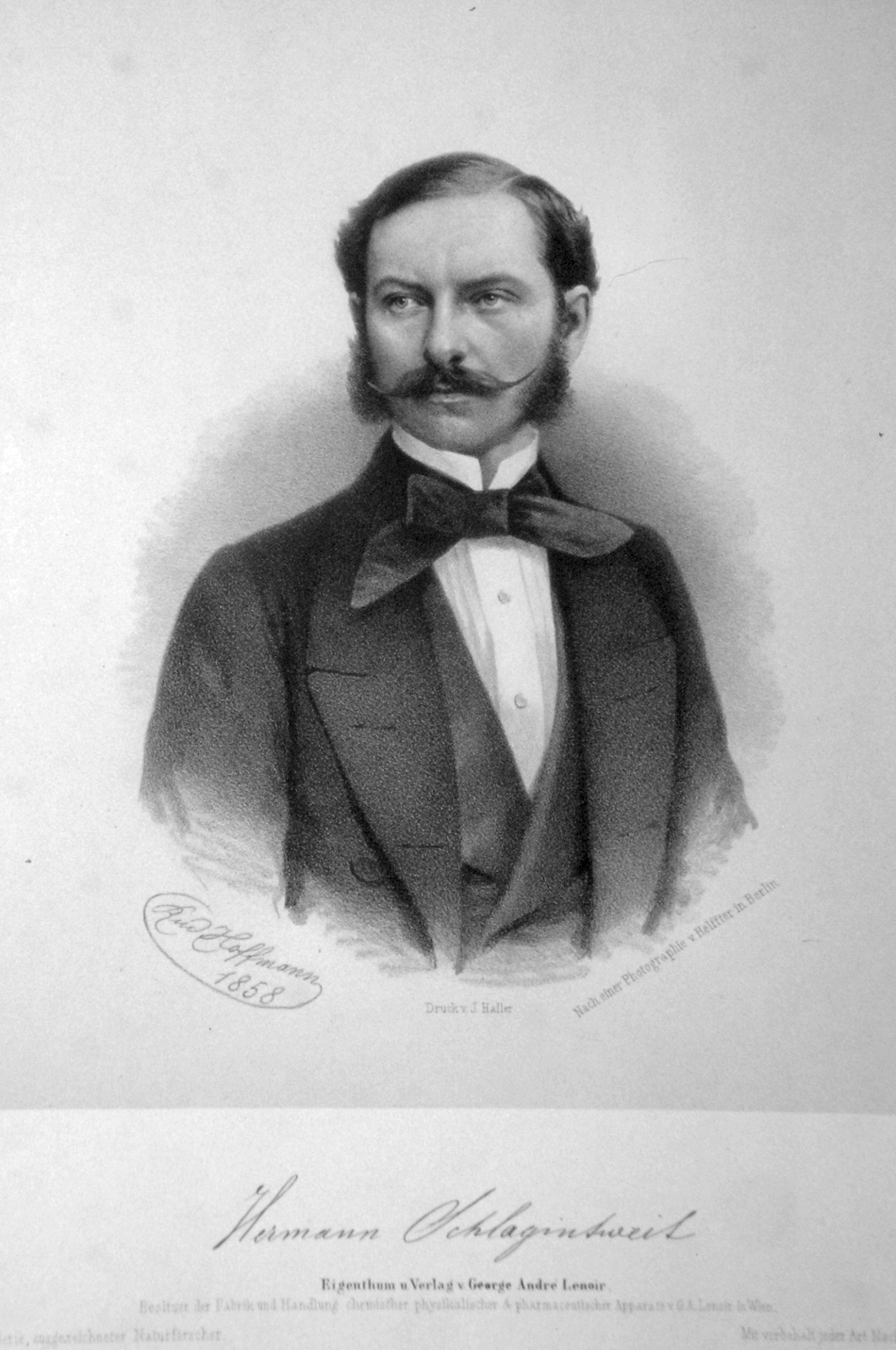
Hermann Schlagintweit, Lithographie von Rudolf Hoffmann, 1858

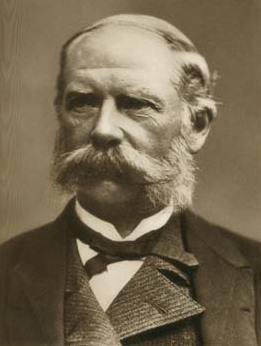
Hermann von Schlagintweit

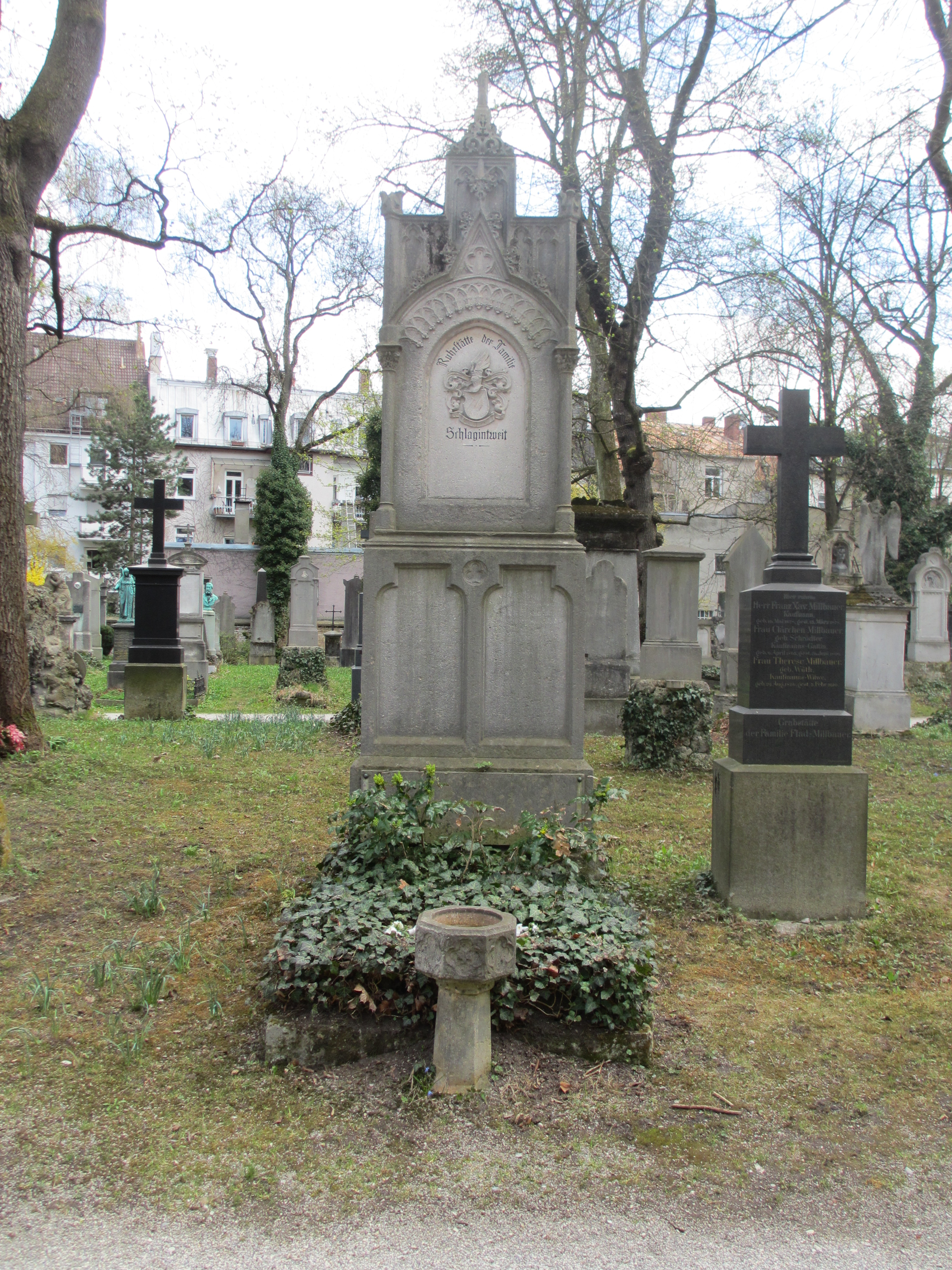
Grab von Hermann Schlagintweit auf dem Alten Südlichen Friedhof in München

Hermann Rudolph Alfred Schlagintweit, auch Rudolf, ab 1859 von Schlagintweit, ab 1866 Freiherr von Schlagintweit-Sakünlünski (* 13. Mai 1826 in München, Königreich Bayern; † 19. Januar 1882 ebenda) war ein deutscher Naturforscher und Reisender.

## Familie
Schlagintweit war der Sohn des Augenarztes Joseph Schlagintweit (1791–1854).
Er wurde zusammen mit seinem Bruder Robert am 28. August 1859 (Berchtesgaden) mit Diplom vom 24. November 1859 (München) in den bayerischen erblichen Adelsstand erhoben und am 12. Dezember 1859 im Königreich Bayern bei der Adelsklasse immatrikuliert. Hermann erhielt als Ersteiger des Kwen-lun (Kunlun) die Namensmehrung von Schlagintweit-Sakünlünski und wurde 1866 in den Freiherrenstand erhoben.

## Leben
Zusammen mit seinen Brüdern Adolf und Robert beschäftigte er sich schon früh mit physikalischen und geologischen Untersuchungen. Ihre zwischen 1846 und 1848 in den Alpen angestellten Beobachtungen veröffentlichten sie in den Untersuchungen über die physikalische Geographie der Alpen (Leipzig 1850). Hermann und Adolf besuchten anschließend England und Schottland und gingen 1851 erneut in die Alpen, wo sie am 23. August 1851 an der Erstbesteigung der höchsten Spitze des Monte Rosa, der 4.634 hohen Dufourspitze, nur knapp scheiterten.
Hermann von Schlagintweit erhielt in der Folge einen Lehrauftrag an der Berliner Universität, wo er Meteorologie und Physische Geographie lehrte. Mit Adolf verfasste er das Werk Neue Untersuchungen über die physikalische Geographie und die Geologie der Alpen (Leipzig 1854). In diesem Werk erschien auch erstmals eine Arbeit des jüngeren Bruders Robert zur Geologie des Kaisergebirges.
Hermann und Adolf konstruierten zwei Reliefs, einmal für den Monte Rosa und zum anderen für die Zugspitze; nach diesen Reliefs wurden später auch so genannte photographische Karten angefertigt (erschienen in Berlin 1854).
Alexander von Humboldt vermittelte den beiden Brüdern einen Auftrag von König Friedrich Wilhelm IV. und der Ostindischen Kompanie, eine wissenschaftliche Reise nach Indien zu unternehmen, auf der sie auch Robert begleitete. Man ging zunächst nach Bombay und dann weiter auf zwei getrennten Wegen nach Madras. Adolf und Robert gingen in die nordwestlichen Gebiete, um die Gebirgswelt zu erforschen (seit 1855). Hermann traf sie dann erneut, um in das Hochgebirge vorzustoßen. Sie besuchten, teils einzeln, teils gemeinsam, Kaschmir, Ladakh und Baltistan. Hermann und Robert gingen bis über die Gebirgsketten des Karakorum und des Kwen-lun in das chinesische Turkestan. Die wissenschaftliche Erforschung des Karakorum und des Kwen-lun sind die Hauptergebnisse dieser Reise.
Nach der Rückkehr nach Rawalpindi im Panjab trennten sich die Brüder. Hermann reiste durch Hindustan und Bengalen nach Nepal. Im April 1857 verließ er Indien über Kalkutta, um mit Robert in Ägypten zusammenzutreffen. Sie landeten schließlich am 7. Juni 1857 in Triest. Adolf Schlagintweit überquerte 1857 erneut den Karakorum, wurde in Turkestan als Spion verhaftet und im August in Kaschgar hingerichtet.
Die Ergebnisse dieser Reisen bestehen aus 46 Bänden Beobachtungsmanuskripte, 38 Bänden meteorologischen Beobachtungsreihen, 752 Zeichnungen und Aquarellen und mehr als 14.000 Sammlungsstücken.
Nach seiner Rückkehr ließ sich Hermann mit seinem Bruder Robert in Berlin nieder; anschließend gingen sie nach Forchheim auf die Jägersburg. Hermann ließ sich später in München nieder. Er war Mitglied der Bayerischen Akademie der Wissenschaften. 1863 wurde er zum Mitglied der Deutschen Akademie der Naturforscher Leopoldina gewählt. Er war Ehrenmitglied der Naturforschenden Gesellschaft zu Bamberg.
Auf Hermann von Schlagintweit geht die Idee für das mechanische Kurvimeter in der heute gebräuchlichen Ausführung zurück.

## Grabstätte
Hermann Freiherr von Schlagintweit starb am 19. Januar 1882 in München. Die Grabstätte von Hermann Schlagintweit befindet sich auf dem Alten Südlichen Friedhof in München (Gräberfeld 2 – Reihe 7 – Platz 16/17) Standort. In dem Grab liegen auch sein Vater Joseph Schlagintweit und sein Bruder Adolf Schlagintweit.

## Ehrungen
Die Pflanzengattungen Schlagintweitia Griseb. aus der Familie der Korbblütler (Asteraceae) und Schlagintweitiella Ulbr. aus der Familie der Hahnenfußgewächse (Ranunculaceae) sind nach den drei Brüdern Adolf Schlagintweit, Hermann Freiherr von Schlagintweit und Robert von Schlagintweit benannt.

## Werke
Mit Robert von Schlagintweit:
- Results of a scientific mission to India and High-Asia. Bd. 1–4, mit Atlas. Leipzig (1860–66) Die digitalen Textausgaben sind über Links zu erreichen.
- Reisen in Indien und Hochasien. 4 Bde. Jena (1869–80).
- Reisen in Indien und Hochasien eine Darstellung der Landschaft, der Cultur und Sitten der Bewohner, in Verbindung mit klimatischen und geologischen Verhältnissen basiert auf die Resultate der wissenschaftlichen Mission der Brüder Hermann, Adolph und Robert von Schlagintweit ausgeführt in den Jahren 1854 1858. Erster Band: Indien Verlag: Hermann Costenoble, Jena 1869.
- Reisen in Indien und Hochasien eine Darstellung der Landschaft, der Cultur und Sitten der Bewohner, in Verbindung mit klimatischen und geologischen Verhältnissen basiert auf die Resultate der wissenschaftlichen Mission von Hermann, Adolph und Robert von Schlagintweit ausgeführt in den Jahren 1854 1858. Zweiter Band: Der Himalaya von Bhutan bis Kaschmir. Verlag: Hermann Costenoble, Jena 1871.
- Reisen in Indien und Hochasien eine Darstellung der Landschaft, der Cultur und Sitten der Bewohner, in Verbindung mit klimatischen und geologischen Verhältnissen basiert auf die Resultate der wissenschaftlichen Mission von Hermann, Adolph und Robert von Schlagintweit ausgeführt in den Jahren 1854 1858. Dritter Band. Hochasien ; II, Tibet; Verlag: Hermann Costenoble, Jena 1872.